# Benjamin Stoddert
Benjamin Stoddert (ur. 1751, zm. 13 grudnia 1813) – pierwszy sekretarz Marynarki Wojennej Stanów Zjednoczonych, sprawował tę funkcję od 1 maja 1798 do 31 marca 1801 roku w gabinetach prezydentów Johna Adamsa i Thomasa Jeffersona.

## Młodość
Stoddert urodził się w hrabstwie Charles w stanie Maryland w roku 1751 jako syn kapitana Thomasa Stodderta. Kształcił się na University of Pennsylvania, a następnie zajął się handlem. Służył w stopniu kapitana w kawalerii stanu Pensylwania, po czym pełnił funkcję sekretarza Kontynentalnej Rady Wojennej podczas Amerykańskiej Wojny Rewolucyjnej. Został poważnie ranny podczas bitwy pod Brandywine, skutkiem czego uzyskał zwolnienie ze służby wojskowej. W roku 1781 poślubił Rebekę Lowndes, córkę kupca z Maryland Christophera Lowndesa i miał z nią ośmioro dzieci.
W roku 1783 Stoddert założył tytoniową firmę eksportową, a jego partnerami byli Uriah Forrest i John Murdock
Kiedy George Washington został wybrany prezydentem, poprosił Stodderta o wykupienie określonych działek ziemi w miejscu, gdzie miała powstać stolica USA, aby wyprzedzić spodziewany wzrost cen po oficjalnym ogłoszeniu decyzji o rozpoczęciu budowy miasta nad brzegami rzeki Potomak. Stoddert uczynił to i w odpowiednim czasie przekazał zakupione działki rządowi. W latach 90. XVIII wieku pomógł również w utworzeniu Banku Columbia, który zajął się wykupywaniem ziemi w Dystrykcie Columbia w imieniu rządu federalnego.

## Sekretarz marynarki
W maju 1798 roku prezydent John Adams powołał Stodderta, lojalnego federalistę, do kierowania nowo utworzonym departamentem marynarki. Jako pierwszy sekretarz marynarki Stoddert wkrótce stanął wobec niewypowiedzianej wojny z Francją, którą nazwano quasi-wojną. Stoddert orientował się, że właśnie powstała US Navy ma zbyt mało okrętów, by ochraniać szeroko rozproszoną flotę handlową w konwojach, czy też skutecznie patrolować wybrzeża północnoamerykańskie. W tej sytuacji uznał, że najlepszą obroną przed Francuzami będzie podjęcie ofensywnych operacji w Indiach Zachodnich, gdzie bazowała większość francuskich okrętów. Sukcesy Amerykanów w tej wojnie brały się zarówno z umiejętności Stodderta w operowaniu niewielkimi siłami, jak i z inicjatyw podejmowanych przez podległych mu dowódców. Odtworzona United States Navy dobrze wypełniła swe zadanie i powstrzymała napaści francuskich okrętów na amerykańskie statki handlowe.
Stoddert nie ograniczał się jedynie do działalności administracyjnej, ale starał się zapewnić młodej flocie siły na przyszłość. Założył pierwszych sześć stoczni okrętowych i naciskał na zbudowanie dwunastu fregat. Kongres wstępnie zgodził się na budowę sześciu („Naval Act” z roku 1794), ale po podpisaniu porozumienia pokojowego z Francją zmienił zdanie i wstrzymał pracę stoczni po zwodowaniu pierwszych trzech fregat, a ponadto zredukował korpus oficerski floty.
Stoddert stworzył także – zgodnie z zaleceniem prezydenta Adamsa z 31 marca 1800 roku – bibliotekę departamentu.

## W cywilu
Z urzędu odszedł w marcu 1801 roku i wrócił do handlu, ale nie wiodło mu się: stracił sporo na spekulacji gruntami, Georgetown straciło znaczenie jako centrum handlowe, a embargo na handel z Wielką Brytanią i wojna roku 1812 zastopowały amerykański handel zamorski.
Benjamin Stoddert zmarł 13 grudnia 1813 roku i został pochowany na cmentarzu przy kościele św. Mateusza w Seat Pleasant w stanie Maryland.